# Arthur G. Daniells
Arthur Grosvenor Daniells (West Union, 28 de septiembre de 1858-Glendale, 18 de abril de 1935) fue un pastor, administrador, misionero y teólogo adventista del séptimo día, reconocido por haberse desempeñado como presidente de la Asociación General durante 21 años.
Comenzó a trabajar para la Iglesia adventista en Texas en 1878 con Robert M. Kilgore y también sirvió como secretario para James y Ellen G. White por un año, para más tarde trabajar como evangelista. En 1886, fue enviado a Nueva Zelanda y Australia donde permaneció durante catorce años, siendo uno de los pioneros para la Iglesia Adventista del Séptimo Día en el Sur Pacífico. Daniells tuvo mucho éxito en su labor en dicha zona por su capacidad dinámica de predicación y el 15 de octubre de 1887, inauguró el primer templo adventista en Nueva Zelanda en la localidad de Ponsonby. Mientras estuvo allí, sirvió como presidente de la Asociación de Nueva Zelanda (1889-1891), y de la Unión Australiana (1892-1895). Más tarde, fue elegido presidente de la Unión Australasia, antes de asumir el cargo de presidente de la Asociación General de los Adventistas del Séptimo Día en 1901, cargo en el que estuvo hasta mayo de 1902.

## Biografía
Arthur Daniells nace en West Union, Iowa el 28 de septiembre de 1858, fue hijo de un médico cirujano del Ejército de la Unión que murió en la guerra civil estadounidense. A los 10 años aceptó la fe adventista y fue bautizado por el pastor George I. Butler, y en 1875 entró al Colegio de Battle Creek (la actual Universidad Andrews), pudiendo asistir sólo un año debido a problemas de salud. Posteriormente, él y su esposa enseñaron en escuelas públicas por un año cuando recibió la invitación de unirse al ministerio de la iglesia. Sintiéndose tímido y sin preparación al principio, aceptó luego el llamado. Comenzó su ministerio en 1878 con Robert M. Kilgore en Texas. Luego, prestó servicios como secretario de James y Ellen G. White por un año, y más tarde como evangelista en Iowa.
En 1886 fue designado como misionero pionero en Nueva Zelanda, permaneciendo en Oceanía catorce años. Desde 1889 a 1891 fue presidente de la Asociación de Nueva Zelanda y de 1892 a 1895 de la Asociación Australiana. Al formarse la Asociación Central de Australia en 1895, asume como su primer presidente. En el año 1897, se crea la primera unión adventista en el mundo, la Unión Australasia, de la cual Daniells fue su primer presidente. Esto permitió a todas las organizaciones de las iglesias tener un gobierno local, el cual anteriormente dependía de la Asociación General en Battle Creek. Durante esos años, Daniells se relacionó estrechamente con Ellen White, quien lo entrenó para la obra de organización y expansión de la Iglesia Adventista en el mundo.
En 1901, regresó a Estados Unidos para asistir al congreso de la Asociación General de ese año, donde fue elegido presidente. Daniells asumió la presidencia en un difícil periodo en la historia de la iglesia. Problemas financieros y organizacionales, y la tarea de mover la sede de la denominación a Washington D. C.. Viajó extensivamente a todos los continentes, convencido de la necesidad de tener la información de primera fuente. Las reformas y reorganizaciones que tuvieron lugar durante su periodo de oficio llevaron a una fuerte expansión de la iglesia por todo el mundo. En 1922, William A. Spicer lo reemplazó en su puesto de presidente de la Asociación General. Tras su retiro, Daniells formó la Asociación Ministerial y la revista para pastores Ministry.

## Obras principales
- The Worldwide Progress of the Advent Message [El progreso mundial del mensaje adventista] (1904).
- The World War: Its Relation to the Eastern Question and Armageddon [La Guerra Mundial: Su relación al asunto de oriente y el Armagedón] (1917).
- A World in Perplexity [Un mundo en perplejidad] (1918).
- Christ Our Righteousness [Cristo nuestra justicia] (1926).
- The Abiding Gift of Prophecy (1936) en línea en la página oficial del Patrimonio White (versión de Adventist Archives DjVu)